# 萨莉亚
萨莉亚（日语： Saizeriya）是一家日本以连锁中央廚房為核心的平價意大利菜风味家庭餐厅，由株式會社薩莉亞（Kabushiki-gaisha Saizeriya）（東證1部：7581）经营管理。

## 历史

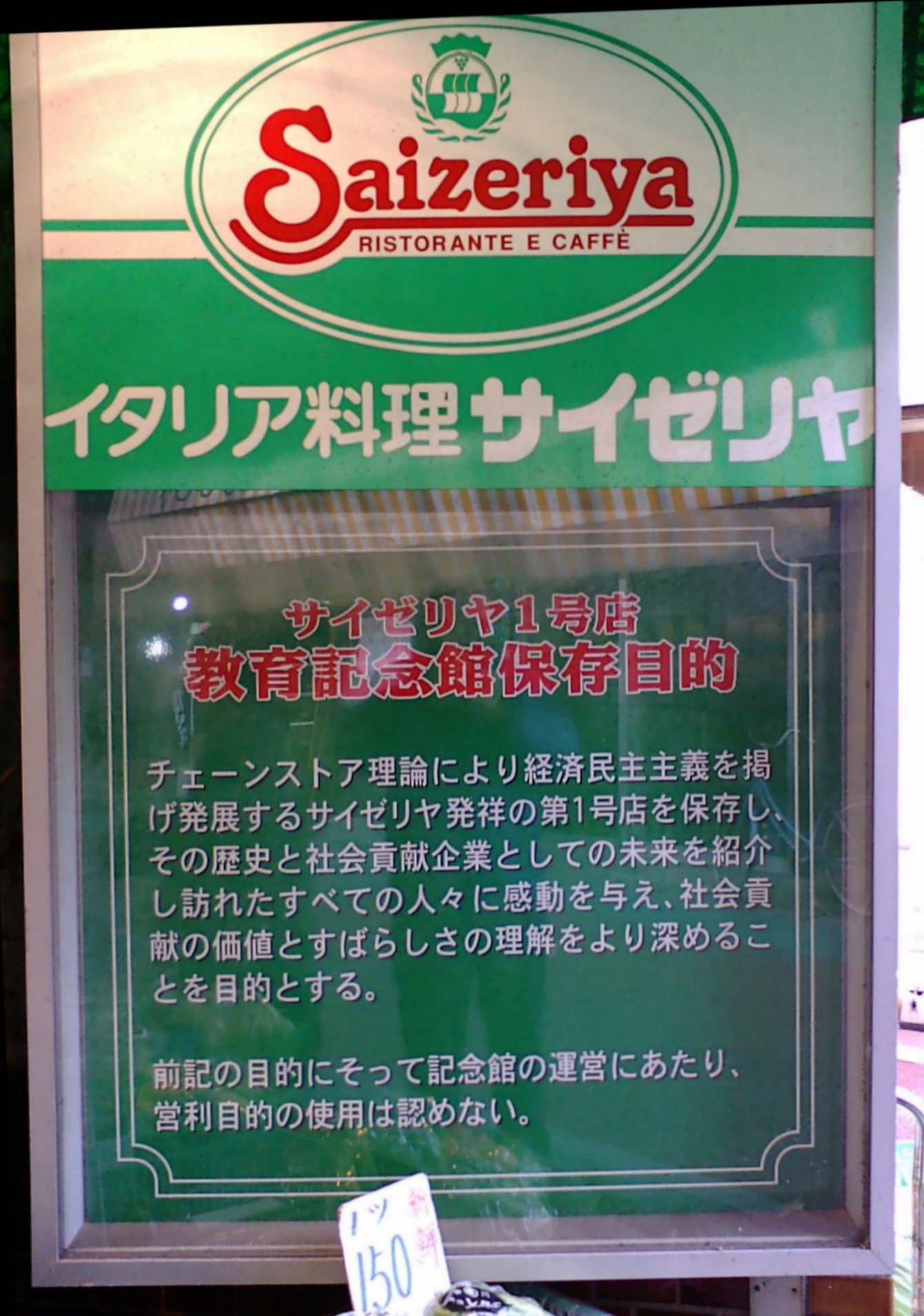
第一家萨莉亚的纪念标牌

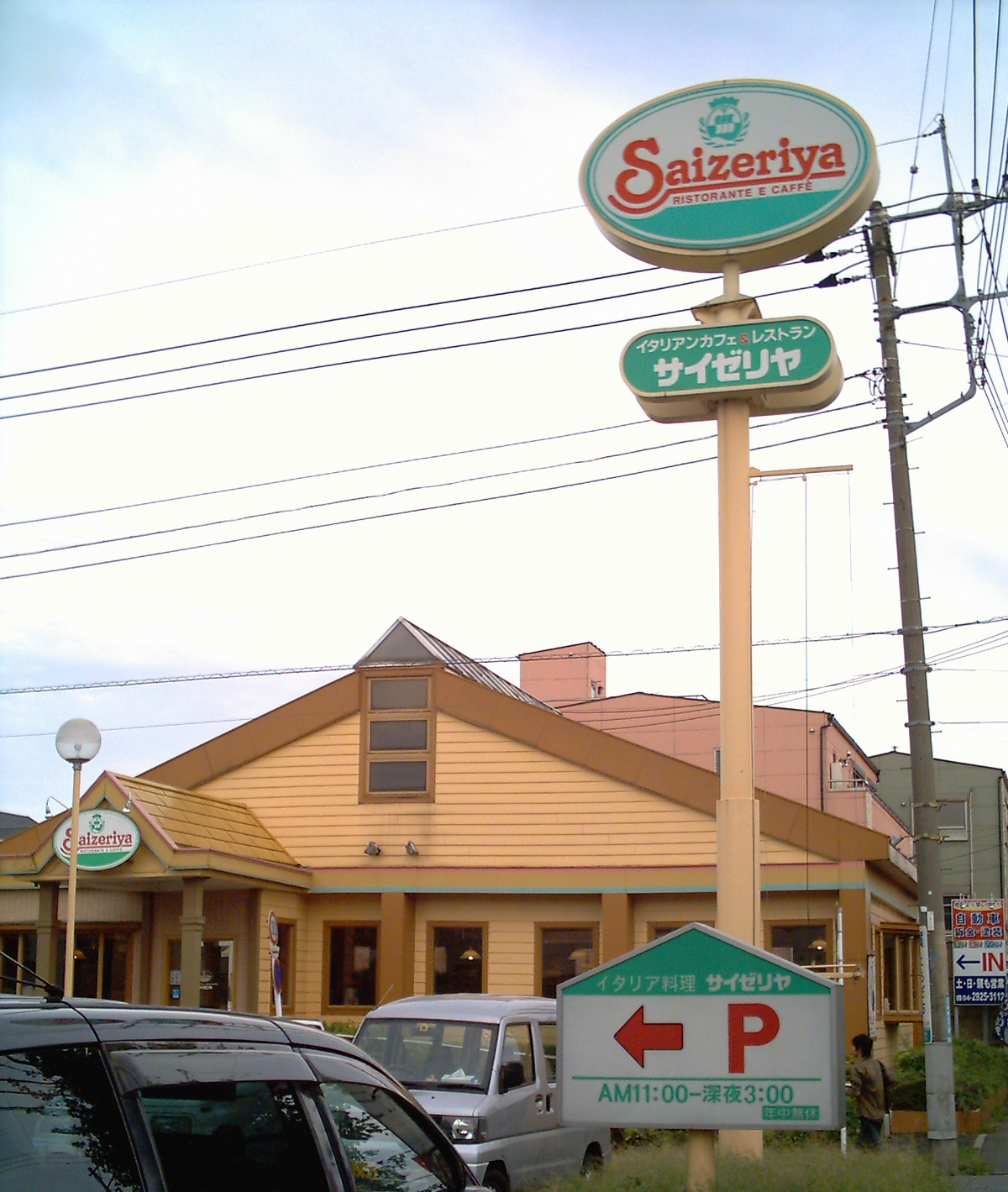
所澤市的一家萨莉亚分店

薩莉亞起源於在千葉縣市川市的一家名為薩莉亞的小型西式餐廳，只有36個座位。萨莉亚目前的总裁正垣泰彦，在东京理科大学就读时曾在該餐廳打工，时任经理發现他是一位有才能的人。当正垣成为餐厅高层职员时，他继承了这家餐馆。
1968年，日本薩莉亞株式會社成立。後來意大利菜肴在日本漸趨流行，因此正垣将餐厅从西式餐馆转为专注销售意式菜肴，客人数量卻减少了。他认为价格太高是导致客人减少的主要原因，随后将菜品价格下降到原价的70%，因此餐厅业绩有了显著增长，还出现了顾客排队的情况。
确信“按照廉价方针就可以卖出商品”的正垣泰彦，在之后经营中也一直秉承着低价路线，确保了萨莉亚当前的市场地位。在这之后，餐厅网络迅速扩张。
作为一家廉价的家庭餐厅，至2014年8月其连锁店的数量共1248家，其中日本境內有1018家，而日本以外的分店共230家。萨莉亚选点地址遍布日本大街小巷，例如路边店、停车场、百货商场中以及电车站等等。
2005年8月24日，公司成立速食店イート・ラン（Eat Run)。在2008年末有三家分店，分别在十条、川口与青砥。
在2006年10月，萨莉亚宣称它们的净利润8年来首次为正（由于之前大量设立分店占领市场）。在当年八月，销售额增加了3%，顾客数量增加了2.1%，顾客平均消费增加了0.8%。公司的财务状况能够承受来自快速开辟新店拓展市场的资金压力，同时能够提高餐點品質，以吸引更多顾客，提高销售量。
截至2022年4月，萨莉亚在上海有149家门店，广州142家，北京80家，香港58家，台湾20家，新加坡29家。
2024财年，萨莉亚利润达到2245亿日元，营业利润达148亿日元，创13年以来最高。整体营业利润的约8成来自中国市场。

## 餐店特色

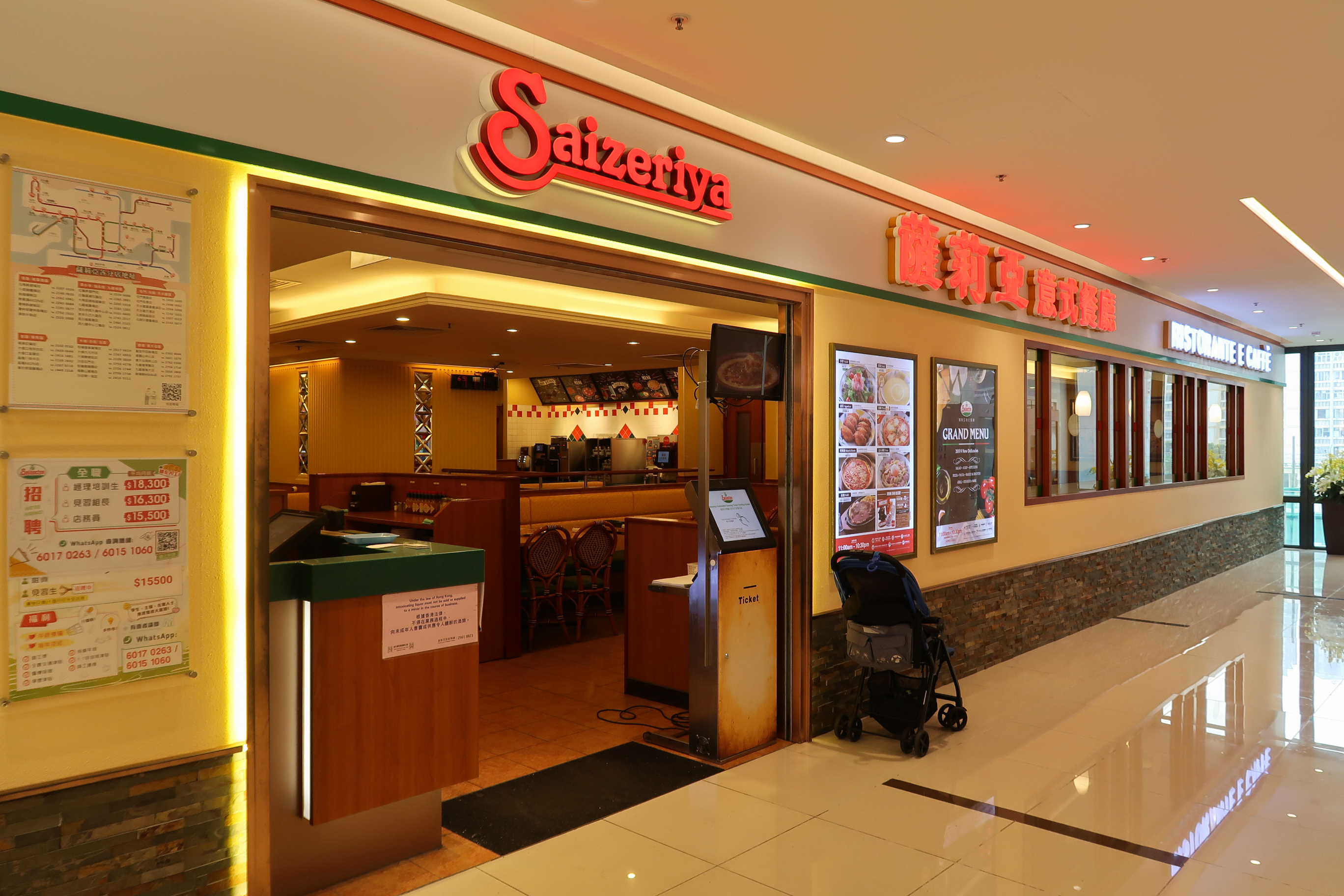
萨莉亚在香港荃灣8咪半分店

薩莉亞通过使用中央厨房预制原材料降低采购成本和加工成本，使得其能够以較低廉的价格提供意式美食。餐廳採用自助形式提供飲品汽水，以節省人手。

## 亞洲区重要事件[10]
2003年6月：中國上海薩莉亞餐飲有限公司成立。
2003年12月：第一家海外分店在中國上海开张。
2004年3月：中國北京薩莉亞餐飲管理有限公司成立。
2007年11月：中國廣州薩莉亞餐飲有限公司成立。
2007年12月：中國广州第一家分店开业。
2008年3月：台湾薩莉亞餐飲股份有限公司在台北成立。
2008年8月：HONG KONG SAIZERIYA CO.LIMITED在香港成立。同年，第一家香港分店開張。
2008年9月：SINGAPORE SAIZERIYA PTE.LTD.在新加坡成立。

## 争议与事件

### 日本

#### 进口含有三聚氰胺的比萨饼面坯
2008年10月，日本萨莉亚公司宣布在对从中国进口的比萨饼面坯进行自查时发现面坯中含有微量的三聚氰胺，因此决定暂时停售比萨饼，并对可能购买了含有三聚氰胺比萨饼的消费者给予了一定的赔偿。后于同年11月，萨莉亚公司在改变比萨饼面坯供货商后重新开始在店内销售比萨饼。

#### 经营金融衍生品失利
2007年到2008年间，日本萨莉亚为避免在与澳大利亚的子公司交易的过程中因使用澳元结算而产生汇率上的风险，与法国巴黎银行签订了掉期交易合约，但因日元汇率走高而蒙受了极大损失，后在解除合约时共赔付了约153亿日元的违约金。
此事件导致公司创始人正垣泰彦于2009年2月10日辞去公司社长一职，还导致同年8月萨莉亚的公司年度财务报表显示公司净亏损约48亿日元。

### 香港

#### 食物驚現老鼠頭事件
2021年4月，香港青衣萨莉亚一間分店外賣意粉被指有老鼠頭，食環署其後檢走化驗，食環署表示已將食物樣本送往防治蟲鼠事務諮詢組檢驗，檢驗結果顯示異物屬於鼠科類的部分頭部，食環署指出，會繼續跟進有關個案，如有足夠證據證明該食肆違反相關衛生條例，會考慮向有關的人採取檢控行動。

#### 芝士粉需要收費
2023年7月17日起，香港薩莉亞的門店芝士粉不再免費提供，需要加收5元港幣。

#### 下午茶只定分店
2024年12月4日起，香港薩莉亞的沙田區分店期中兩間設有下午茶時段優惠，分別為秦石商場和恆安商場分店，供應時段是平日︰星期一至五 14:30 - 17:00，星期六至日及公眾假期除外。